# Rio Aparição
O rio Aparição é um rio brasileiro que banha o estado do Acre.